# 豐田租車

豐田租車商標

豐田租車貸款（日语：トヨタレンタリース）簡稱為豐田租車，乃為日本豐田汽車麾下經營汽車租賃及汽車貸款的事業，而該公司在美國的合作夥伴為赫茲租車。全國共有63家子公司負責這些業務，他們多半由豐田汽車的區域經銷商出資經營，故在庫車輛數與店舖數為日本業界第一。原則上，各地營業所的電話號碼統一以「0100」為主。

## 概要

### 各地營業所
既然豐田汽車各地的區域經銷商各自出資經營並共同使用「豐田租車」這塊招牌，各營業所便以府縣為地域劃分依據（不過北海道自立為一區），通常一區一家分公司。
1. 東京都與其東部、多摩地域成為一區，而四國則劃分成兩區：香川縣和德島縣一區、愛媛縣和高知縣一區。
2. 北海道札幌市、宮城縣、福島縣、埼玉縣、千葉縣、愛知縣、大阪府、兵庫縣、岡山縣等地則混雜了不同分公司的營業所，這是因為豐田汽車在這些地方本來就鋪設不同的經銷商體系，導致租車營業所亦比照辦理。
3. 至於機場營業所，僅允許一家經銷商經營。當然也有例外：新千歲機場和神戶機場，前者設有「豐田租車札幌」和「豐田租車新札幌」二家；後者設有「豐田租車神戶」和「豐田租車兵庫」二家。消費者在該二座機場租車時，應該仔細判別。

### 車種
基本上豐田汽車生產的車種都能提供，不過某些地區的營業所更提供大發汽車或鈴木汽車的車款；而卡車與巴士則包含日野汽車的車種。為迎合環保潮流，像油電混合車Prius等車款亦有提供。

### 代言人風波
1999年起該公司一直起用草彅剛作為產品代言人，然而2009年4月23日草彅酒醉後在公園內全裸，遭到日本警方以公然猥褻罪名逮捕，該公司遂改以歌手森田健作（現任千葉縣知事）、搞笑藝人組合鴕鳥俱樂部（（日語）ダチョウ倶楽部）等作為代言人。

## 外部連結
- 官方網站 （页面存档备份，存于） （繁體中文）